# Nick Cave and the Bad Seeds
Nick Cave and the Bad Seeds ist eine Rockband, die 1983 vom Sänger Nick Cave, dem Multiinstrumentalisten Mick Harvey und dem Gitarristen Blixa Bargeld nach Auflösung von The Birthday Party gegründet wurde. Der Name basiert auf dem Kriminalroman The Bad Seed von William March, der 1956 unter dem gleichen Titel – deutsch: Böse Saat – verfilmt wurde. Bis heute veröffentlichte die Band 16 teils weltweit erfolgreiche Studioalben und mehrere Singles. Das bekannteste Stück ist Where the Wild Roses Grow, ein Duett mit der Sängerin Kylie Minogue, das 1995 veröffentlicht wurde.

## Bandgeschichte

### Vorgeschichte und Gründung (1983–1984)
Der Ursprung der Band liegt im Independent- und Dark-Wave-Umfeld der frühen 1980er Jahre. Im Jahr 1983 spitzten sich die Unstimmigkeiten zwischen Nick Cave, Mick Harvey und dem Rest der Gruppe The Birthday Party zu, sodass Cave mit dem Gedanken spielte, eine zweite Band zu gründen. Während einer Tour Anfang des Jahres verfolgte er nach einem Konzert in einem Hotel in Amsterdam einen TV-Auftritt der Band Einstürzende Neubauten. Vom Frontmann Blixa Bargeld und dessen avantgardistischem Gitarrenspiel war Cave begeistert. Später wurde Bargeld von Cave kontaktiert und dieser spielte die Gitarrenparts im Stück Mutiny In Heaven der Single Mutiny ein.
Kurz nach der Veröffentlichung wurde The Birthday Party aufgelöst. Cave, Harvey und Bargeld gründeten daraufhin die zu Beginn lose organisierte Band Nick Cave – Man Or Myth. Zu Auftritten kam es jedoch nicht, da Cave zusammen mit Marc Almond, Lydia Lunch und Clint Ruin mit dem Touring Ensemble The Immaculate Consumptive in England unterwegs war. Bargeld arbeitete zudem noch am Album Zeichnungen des Patienten O. T. der Einstürzenden Neubauten.
Im September stießen Clint Ruin (Schlagzeug, Gitarre und Saxophon) und Barry Adamson (Bassgitarre) zur Band. Erste Auftritte in dieser Formation fanden im Londoner Underground Club Batcave sowie The Caves statt. Im November fanden erste Studioaufnahmen in Clint Ruins Privatstudio statt. Kurz vor Ende des Jahres verließ dieser die Band, um sich um seine eigenen Projekte zu kümmern. Lediglich auf dem Song From Her To Eternity ist er am Schlagzeug zu hören. Er wurde durch Hugo Race ersetzt. 
An der ersten Tour konnte Blixa Bargeld nicht teilnehmen, da er selbst mit den Einstürzenden Neubauten durch Europa tourte, Tracy Pew übernahm stattdessen die Gitarre. Im Januar 1984 kehrte Bargeld schließlich zur Band zurück. Später nannte sich die Band Nick Cave & The Cavemen und kurz vor Veröffentlichung der Debütsingle In The Ghetto erfolgte die letzte Umbenennung in Nick Cave And The Bad Seeds.

### Spätere Entwicklung
Ihr Debütalbum hieß From Her to Eternity. Ein Jahr später erschien ihr zweites Album The Firstborn Is Dead unter der Besetzung Cave, Harvey, Bargeld und Adamson. Tupelo, ein Song auf diesem Longplayer, zeigt große Ähnlichkeiten mit dem von Nick Cave 1989 veröffentlichten Roman And the Ass Saw the Angel. Ab 1986 gehört der Schlagzeuger Thomas Wydler von Die Haut zur festen Besetzung der Bad Seeds.
Das kommerziell erfolgreichste Album war Murder Ballads von 1996. Das darin enthaltene Duett mit Kylie Minogue Where the Wild Roses Grow wurde weltweit ein Hit. Nach ihrem Album Nocturama (2003) verließ Blixa Bargeld die Band und widmete sich wieder den Einstürzenden Neubauten. Im Jahr 2004 veröffentlichte Nick Cave mit seiner Band das vielbeachtete Doppelalbum Abattoir Blues/The Lyre of Orpheus. Im März 2005 erschien die Drei-CD-Box B-Sides & Rarities, auf der 56 Lieder enthalten sind, bei denen es sich um Raritäten, B-Seiten und Stücken aus Soundtracks handelt. Im Februar 2008 wurde Dig, Lazarus, Dig!!! veröffentlicht. Auf diesem Album rücken erneut die Themen Glaube und Religiosität sowie biblische Bilder stark in den Fokus.
Anfang 2009 verließ das Gründungsmitglied Mick Harvey die Band.
Im Februar 2013 erschien ein neues Album mit dem Titel Push the Sky Away und 2016 wurde Skeleton tree veröffentlicht. Am 2. September 2018 starb Keyboarder und Sänger Conway Savage, nachdem er im Jahr zuvor wegen einer Krebserkrankung bereits die Teilnahme an den Tourneen der Band absagen musste. Im November 2019 erschien das Album Ghosteen, im August 2024 folgte Wild God.

## Szenekontext
Ob und warum Nick Cave and the Bad Seeds der Gothic-Kultur zuzurechnen sind, ist umstritten. Der Autor Ian Johnston bestreitet es. Johnstons Einschätzung beruht vornehmlich auf dem The-Birthday-Party-Hit Release the Bats, dessen Erfolg in der frühen Szene bereits Mick Harvey als Missverständnis bezeichnete. Die Journalistin Judith Platz ordnete 2004 die Musik der Bad Seeds nicht dem musikalischen Kontext der Schwarzen Szene zu, gleichwohl werde sie von ihr signifikant rezipiert. Emma McEvoy von der University of Westminster argumentiert dagegen 2007 in der Zeitschrift Gothic Studies, Themen, Vortragsstil und Musik der Band seien typisch Gothic, sie „stimuliere eine neue Dimension der Gothic-Ästhetik“.
Noch 2014 wird die Musik der Band in der Presse in einen Zusammenhang mit der Gothic-Kultur gestellt sowie durch Szenevertreter und -gestalter als Bestandteil der Schwarzen Szene benannt. Diese Wahrnehmung beruht nach der Einschätzung Alexander Nyms auf einer inflationären musikjournalistischen Nutzung des Begriffs Gothic. Nick Cave selbst bezeichnete seinen Kultstatus in der Gothic-Kultur als „beängstigendes Missverständnis“ und erklärte, dass er es verabscheue, als erster Goth in die Geschichte einzugehen.

## Filmmusik
Einige Lieder der Band wurden in Filmen verwendet, etwa Red Right Hand in Scream, Dumm und Dümmer, und Hellboy und in der Serie "Dexter: Wiedererwachen", People Ain’t No Good in Shrek 2, sowie O Children in Harry Potter und die Heiligtümer des Todes: Teil 1. Für Scream 3 schrieb Nick Cave eine neue Fassung von Red Right Hand. In der Serie Peaky Blinders ist Red Right Hand das Titellied.
Zu Wim Wenders’ Film Bis ans Ende der Welt von 1991 steuerte Nick Cave den Non-Album Track (I’ll Love You) Till The End Of The World bei. Wim Wenders’ Der Himmel über Berlin von 1987 zeigt außerdem einen Auftritt der Band selbst.

## Filmdokumentationen
1989 drehte der Dokumentarfilmer Uli M Schueppel den Film The Road to God Knows Where & Live at the Paradiso über die Nordamerika-Tournee der Band im selben Jahr. 2014 erschien der Film 20.000 Days on Earth der Filmemacher Iain Forsyth und Jane Pollard. Der Film beschäftigt sich in einem fiktiven Rahmen mit dem realen Leben und künstlerischen Schaffen von Nick Cave, inklusive Studioarbeiten zu Push the Sky Away. 2016 entstand die 3D-Dokumentation One More Time with Feeling von Andrew Dominik, im Jahr 2022 der Nachfolger This Much I Know to Be True.

## Diskografie

### Studioalben
| Jahr | Titel                              | Höchstplatzierung, Gesamtwochen, AuszeichnungChartplatzierungen (Jahr, Titel, Platzierungen, Wochen, Auszeichnungen, Anmerkungen) | Höchstplatzierung, Gesamtwochen, AuszeichnungChartplatzierungen (Jahr, Titel, Platzierungen, Wochen, Auszeichnungen, Anmerkungen) | Höchstplatzierung, Gesamtwochen, AuszeichnungChartplatzierungen (Jahr, Titel, Platzierungen, Wochen, Auszeichnungen, Anmerkungen) | Höchstplatzierung, Gesamtwochen, AuszeichnungChartplatzierungen (Jahr, Titel, Platzierungen, Wochen, Auszeichnungen, Anmerkungen) | Höchstplatzierung, Gesamtwochen, AuszeichnungChartplatzierungen (Jahr, Titel, Platzierungen, Wochen, Auszeichnungen, Anmerkungen) | Höchstplatzierung, Gesamtwochen, AuszeichnungChartplatzierungen (Jahr, Titel, Platzierungen, Wochen, Auszeichnungen, Anmerkungen) | Anmerkungen                              |
| Jahr | Titel                              | DE | AT | CH | UK | US | AU | Anmerkungen                              |
| ---- | ---------------------------------- | --- | --- | --- | --- | --- | --- | ---------------------------------------- |
| 1984 | From Her to Eternity               | — | — | — | UK40 (3 Wo.)UK | — | — | Erstveröffentlichung: 18. Juni 1984      |
| 1985 | The Firstborn Is Dead              | — | — | — | UK53 (1 Wo.)UK | — | — | Erstveröffentlichung: 3. Juni 1985       |
| 1986 | Kicking Against the Pricks         | — | — | — | UK89 (1 Wo.)UK | — | — | Erstveröffentlichung: 18. August 1986    |
| 1986 | Your Funeral… My Trial             | — | — | — | — | — | — | Erstveröffentlichung: 3. November 1986   |
| 1988 | Tender Prey                        | — | — | — | UK67 (1 Wo.)UK | — | — | Erstveröffentlichung: 19. September 1988 |
| 1990 | The Good Son                       | — | — | — | UK47 (1 Wo.)UK | — | — | Erstveröffentlichung: 17. April 1990     |
| 1992 | Henry’s Dream                      | DE59 (9 Wo.)DE | AT40 (1 Wo.)AT | — | UK29 (2 Wo.)UK | — | AU41 (6 Wo.)AU | Erstveröffentlichung: 27. April 1992     |
| 1994 | Let Love In                        | DE34 (9 Wo.)DE | AT14 (11 Wo.)AT | CH43 (2 Wo.)CH | UK12 Silber · (2 Wo.)UK | — | AU8 Gold · (10 Wo.)AU | Erstveröffentlichung: 18. April 1994     |
| 1996 | Murder Ballads                     | DE5 (17 Wo.)DE | AT1 (16 Wo.)AT | CH14 (12 Wo.)CH | UK8 Gold · (5 Wo.)UK | — | AU3 (8 Wo.)AU | Erstveröffentlichung: 5. Februar 1996    |
| 1997 | The Boatman’s Call                 | DE19 (9 Wo.)DE | AT18 (9 Wo.)AT | CH32 (8 Wo.)CH | UK22 Gold · (3 Wo.)UK | US155 (1 Wo.)US | AU5 (9 Wo.)AU | Erstveröffentlichung: 3. März 1997       |
| 2001 | No More Shall We Part              | DE8 (11 Wo.)DE | AT4 (17 Wo.)AT | CH24 (10 Wo.)CH | UK15 Silber · (5 Wo.)UK | US180 (1 Wo.)US | AU4 (6 Wo.)AU | Erstveröffentlichung: 2. April 2001      |
| 2003 | Nocturama                          | DE11 (8 Wo.)DE | AT6 (10 Wo.)AT | CH11 (6 Wo.)CH | UK20 (2 Wo.)UK | US182 (1 Wo.)US | AU8 (3 Wo.)AU | Erstveröffentlichung: 3. Februar 2003    |
| 2004 | Abattoir Blues/The Lyre of Orpheus | DE7 (10 Wo.)DE | AT2 (9 Wo.)AT | CH12 (5 Wo.)CH | UK11 Gold · (3 Wo.)UK | US126 (1 Wo.)US | AU5 Gold · (5 Wo.)AU | Erstveröffentlichung: 20. September 2004 |
| 2008 | Dig, Lazarus, Dig!!!               | DE6 (5 Wo.)DE | AT3 (6 Wo.)AT | CH21 (4 Wo.)CH | UK4 Gold · (8 Wo.)UK | US64 (3 Wo.)US | AU2 Gold · (7 Wo.)AU | Erstveröffentlichung: 3. März 2008       |
| 2013 | Push the Sky Away                  | DE2 (11 Wo.)DE | AT1 (11 Wo.)AT | CH2 (12 Wo.)CH | UK3 Gold · (6 Wo.)UK | US29 (2 Wo.)US | AU1 Gold · (6 Wo.)AU | Erstveröffentlichung: 18. Februar 2013   |
| 2016 | Skeleton Tree                      | DE3 (6 Wo.)DE | AT2 (7 Wo.)AT | CH2 (7 Wo.)CH | UK2 Silber · (10 Wo.)UK | US27 (2 Wo.)US | AU1 Gold · (13 Wo.)AU | Erstveröffentlichung: 9. September 2016  |
| 2019 | Ghosteen                           | DE6 (11 Wo.)DE | AT3 (7 Wo.)AT | CH2 (12 Wo.)CH | UK4 Silber · (9 Wo.)UK | US108 (1 Wo.)US | AU2 (8 Wo.)AU | Erstveröffentlichung: 4. Oktober 2019    |
| 2024 | Wild God                           | DE2 (7 Wo.)DE | AT2 (7 Wo.)AT | CH1 (8 Wo.)CH | UK5 (2 Wo.)UK | US66 (1 Wo.)US | AU2 (2 Wo.)AU | Erstveröffentlichung: 30. August 2024    |

### Livealben
| Jahr | Titel                            | Höchstplatzierung, Gesamtwochen, AuszeichnungChartplatzierungen (Jahr, Titel, Platzierungen, Wochen, Auszeichnungen, Anmerkungen) | Höchstplatzierung, Gesamtwochen, AuszeichnungChartplatzierungen (Jahr, Titel, Platzierungen, Wochen, Auszeichnungen, Anmerkungen) | Höchstplatzierung, Gesamtwochen, AuszeichnungChartplatzierungen (Jahr, Titel, Platzierungen, Wochen, Auszeichnungen, Anmerkungen) | Höchstplatzierung, Gesamtwochen, AuszeichnungChartplatzierungen (Jahr, Titel, Platzierungen, Wochen, Auszeichnungen, Anmerkungen) | Höchstplatzierung, Gesamtwochen, AuszeichnungChartplatzierungen (Jahr, Titel, Platzierungen, Wochen, Auszeichnungen, Anmerkungen) | Anmerkungen                              |
| Jahr | Titel                            | DE | AT | CH | UK | AU | Anmerkungen                              |
| ---- | -------------------------------- | --- | --- | --- | --- | --- | ---------------------------------------- |
| 1993 | Live Seeds                       | — | — | — | UK67 (1 Wo.)UK | AU47 (2 Wo.)AU | Erstveröffentlichung: 28. September 1993 |
| 2013 | Live from KCRW                   | DE51 (1 Wo.)DE | AT24 (2 Wo.)AT | CH61 (1 Wo.)CH | UK81 (1 Wo.)UK | — | Erstveröffentlichung: 29. November 2013  |
| 2018 | Distant Sky – Live in Copenhagen | DE82 (1 Wo.)DE | AT67 (1 Wo.)AT | CH66 (1 Wo.)CH | UK74 (1 Wo.)UK | — | Erstveröffentlichung: 28. September 2018 |

Weitere Livealben
- 2007: The Abattoir Blues Tour
- 2008: Live at the Royal Albert Hall

### Kompilationen
| Jahr | Titel                            | Höchstplatzierung, Gesamtwochen, AuszeichnungChartplatzierungen (Jahr, Titel, Platzierungen, Wochen, Auszeichnungen, Anmerkungen) | Höchstplatzierung, Gesamtwochen, AuszeichnungChartplatzierungen (Jahr, Titel, Platzierungen, Wochen, Auszeichnungen, Anmerkungen) | Höchstplatzierung, Gesamtwochen, AuszeichnungChartplatzierungen (Jahr, Titel, Platzierungen, Wochen, Auszeichnungen, Anmerkungen) | Höchstplatzierung, Gesamtwochen, AuszeichnungChartplatzierungen (Jahr, Titel, Platzierungen, Wochen, Auszeichnungen, Anmerkungen) | Höchstplatzierung, Gesamtwochen, AuszeichnungChartplatzierungen (Jahr, Titel, Platzierungen, Wochen, Auszeichnungen, Anmerkungen) | Anmerkungen                            |
| Jahr | Titel                            | DE | AT | CH | UK | AU | Anmerkungen                            |
| ---- | -------------------------------- | --- | --- | --- | --- | --- | -------------------------------------- |
| 1998 | The Best Of                      | DE26 (5 Wo.)DE | AT7 (9 Wo.)AT | — | UK11 Gold · (4 Wo.)UK | AU2 Gold · (15 Wo.)AU | Erstveröffentlichung: 11. Mai 1998     |
| 2005 | B-Sides & Rarities               | DE60 (2 Wo.)DE | AT38 (6 Wo.)AT | CH40 (1 Wo.)CH | UK74 (1 Wo.)UK | AU36 (3 Wo.)AU | Erstveröffentlichung: 22. März 2005    |
| 2017 | Lovely Creatures – The Best Of   | DE10 (4 Wo.)DE | AT8 (3 Wo.)AT | CH17 (2 Wo.)CH | UK8 Silber · (3 Wo.)UK | AU8 (2 Wo.)AU | Erstveröffentlichung: 5. Mai 2017      |
| 2021 | B-Sides & Rarities Part II       | DE19 (2 Wo.)DE | AT16 (1 Wo.)AT | CH11 (2 Wo.)CH | UK27 (1 Wo.)UK | AU38 (1 Wo.)AU | Erstveröffentlichung: 22. Oktober 2021 |
| 2021 | B-Sides & Rarities – Part I & II | DE24 (1 Wo.)DE | AT70 (1 Wo.)AT | CH27 (1 Wo.)CH | — | — | Erstveröffentlichung: 22. Oktober 2021 |

### Singles
| Jahr | Titel Album                                                                         | Höchstplatzierung, Gesamtwochen, AuszeichnungChartplatzierungen (Jahr, Titel, Album, Platzierungen, Wochen, Auszeichnungen, Anmerkungen) | Höchstplatzierung, Gesamtwochen, AuszeichnungChartplatzierungen (Jahr, Titel, Album, Platzierungen, Wochen, Auszeichnungen, Anmerkungen) | Höchstplatzierung, Gesamtwochen, AuszeichnungChartplatzierungen (Jahr, Titel, Album, Platzierungen, Wochen, Auszeichnungen, Anmerkungen) | Höchstplatzierung, Gesamtwochen, AuszeichnungChartplatzierungen (Jahr, Titel, Album, Platzierungen, Wochen, Auszeichnungen, Anmerkungen) | Höchstplatzierung, Gesamtwochen, AuszeichnungChartplatzierungen (Jahr, Titel, Album, Platzierungen, Wochen, Auszeichnungen, Anmerkungen) | Anmerkungen                                               |
| Jahr | Titel Album                                                                         | DE | AT | CH | UK | AU | Anmerkungen                                               |
| ---- | ----------------------------------------------------------------------------------- | --- | --- | --- | --- | --- | --------------------------------------------------------- |
| 1984 | In the Ghetto From Her to Eternity                                                  | — | — | — | UK84 (3 Wo.)UK | — | Erstveröffentlichung: Juni 1984                           |
| 1988 | The Mercy Seat Tender Prey                                                          | — | — | — | UK86 (2 Wo.)UK | — | Erstveröffentlichung: Juni 1988                           |
| 1990 | The Ship Song The Good Son                                                          | — | — | — | UK84 (1 Wo.)UK | — | Erstveröffentlichung: März 1990                           |
| 1992 | Straight to You / Jack the Ripper Henry’s Dream                                     | — | — | — | UK68 (1 Wo.)UK | — | Erstveröffentlichung: März 1992                           |
| 1992 | What a Wonderful World –                                                            | — | — | — | UK72 (1 Wo.)UK | — | Erstveröffentlichung: November 1992 mit Shane MacGowan    |
| 1994 | Do You Love Me? Let Love In                                                         | — | — | — | UK68 (1 Wo.)UK | — | Erstveröffentlichung: März 1994                           |
| 1995 | Where the Wild Roses Grow Murder Ballads                                            | DE12 Gold · (27 Wo.)DE | AT4 (19 Wo.)AT | CH11 (20 Wo.)CH | UK11 (4 Wo.)UK | AU2 Gold · (12 Wo.)AU | Erstveröffentlichung: 2. Oktober 1995 feat. Kylie Minogue |
| 1996 | Henry Lee Murder Ballads                                                            | — | — | — | UK36 (1 Wo.)UK | — | Erstveröffentlichung: Februar 1996 feat. PJ Harvey        |
| 1997 | Into My Arms The Boatman’s Call                                                     | — | — | — | UK53 Silber · (1 Wo.)UK | AU26 (7 Wo.)AU | Erstveröffentlichung: Januar 1997                         |
| 1997 | (Are You) The One That I’ve Been Waiting For? The Boatman’s Call                    | — | — | — | UK67 (1 Wo.)UK | — | Erstveröffentlichung: Mai 1997                            |
| 2001 | As I Sat Sadly by Her Side No More Shall We Part                                    | — | — | — | UK42 (1 Wo.)UK | — | Erstveröffentlichung: März 2001                           |
| 2001 | Fifteen Feet of Pure White Snow No More Shall We Part                               | — | — | — | UK52 (1 Wo.)UK | — | Erstveröffentlichung: Mai 2001                            |
| 2003 | Bring It On Nocturama                                                               | — | — | — | UK58 (1 Wo.)UK | — | Erstveröffentlichung: Februar 2003                        |
| 2004 | Nature Boy Abattoir Blues / The Lyre of Orpheus                                     | DE89 (1 Wo.)DE | — | — | UK37 (2 Wo.)UK | — | Erstveröffentlichung: 6. September 2004                   |
| 2004 | Breathless / There She Goes My Beautiful World Abattoir Blues / The Lyre of Orpheus | — | — | — | UK45 (1 Wo.)UK | — | Erstveröffentlichung: November 2004                       |
| 2005 | Get Ready for Love Abattoir Blues / The Lyre of Orpheus                             | — | — | — | UK62 (1 Wo.)UK | — | Erstveröffentlichung: März 2005                           |
| 2008 | Dig, Lazarus, Dig!!!                                                                | — | — | — | UK66 (1 Wo.)UK | — | Erstveröffentlichung: 18. Februar 2008                    |
| 2014 | Push the Sky Away                                                                   | DE77 (1 Wo.)DE | — | — | — | — | Erstveröffentlichung: Februar 2014                        |

Weitere Singles
- 1990: The Weeping Song
- 2005: Red Right Hand (UK: Silber)
- 2024: Frogs
- 2024: Wild God
- 2024: Long Dark Night

### Videoalben
| Jahr | Titel                      | Höchstplatzierung, Gesamtwochen, AuszeichnungChartsChartplatzierungen (Jahr, Titel, Platzierungen, Wochen, Auszeichnungen, Anmerkungen) | Anmerkungen                                                         |
| Jahr | Titel                      | UK | Anmerkungen                                                         |
| ---- | -------------------------- | --- | ------------------------------------------------------------------- |
| 2015 | 20000 Days on Earth        | UK1 Gold · (72 Wo.)UK | Erstveröffentlichung: 20. Februar 2015                              |
| 2017 | One More Time with Feeling | UK1 (37 Wo.)UK | Erstveröffentlichung: 31. März 2017 Making-of-Film zu Skeleton Tree |

## Auszeichnungen für Musikverkäufe
| Silberne Schallplatte - Vereinigtes Königreich - 2024: für das Lied O Children Goldene Schallplatte - Belgien - 1997: für das Album The Boatman’s Call - 2020: für das Album Ghosteen - Dänemark - 2013: für das Album Push the Sky Away - Griechenland - 2005: für das Album Abattoir Blues/The Lyre of Orpheus - Irland - 2008: für das Album Dig, Lazarus, Dig!!! - Neuseeland - 2024: für das Album Lovely Creatures – The Best Of - Norwegen - 2001: für das Album No More Shall We Part | Platin-Schallplatte - Belgien - 2017: für das Album Skeleton Tree - Dänemark - 2016: für das Album The Boatman’s Call 3× Platin-Schallplatte - Portugal - 2013: für das Album Push the Sky Away |

Anmerkung: Auszeichnungen in Ländern aus den Charttabellen bzw. Chartboxen sind in ebendiesen zu finden.
| Land/RegionAuszeichnungen für Musikverkäufe (Land/Region, Auszeichnungen, Verkäufe, Quellen) | Silber     | Gold       | Platin     | Verkäufe  | Quellen                                                    |
| -------------------------------------------------------------------------------------------- | ---------- | ---------- | ---------- | --------- | ---------------------------------------------------------- |
| Australien (ARIA)                                                                            | —          | 7× Gold7   | —          | 280.000   | aria.com.au                                                |
| Belgien (BRMA)                                                                               | —          | 2× Gold2   | Platin1    | 55.000    | ultratop.be                                                |
| Dänemark (IFPI)                                                                              | —          | Gold1      | Platin1    | 60.000    | ifpi.dk                                                    |
| Deutschland (BVMI)                                                                           | —          | Gold1      | —          | 250.000   | musikindustrie.de                                          |
| Griechenland (IFPI)                                                                          | —          | Gold1      | —          | 10.000    | ifpi.gr (Memento vom 4. Februar 2005 im Internet Archive)  |
| Irland (IRMA)                                                                                | —          | Gold1      | —          | 7.500     | irishcharts.ie                                             |
| Neuseeland (RMNZ)                                                                            | —          | Gold1      | —          | 7.500     | radioscope.co.nz                                           |
| Norwegen (IFPI)                                                                              | —          | Gold1      | —          | 25.000    | ifpi.no (Memento vom 5. November 2012 im Internet Archive) |
| Portugal (AFP)                                                                               | —          | —          | 3× Platin3 | 45.000    | artistas-espectaculos.com                                  |
| Vereinigtes Königreich (BPI)                                                                 | 8× Silber8 | 7× Gold7   | —          | 1.525.000 | bpi.co.uk                                                  |
| Insgesamt                                                                                    | 8× Silber8 | 22× Gold22 | 5× Platin5 |           |                                                            |